# Alburnus albidus
Alburnus albidus är en fiskart som först beskrevs av Costa, 1838.  Alburnus albidus ingår i släktet Alburnus och familjen karpfiskar. IUCN kategoriserar arten globalt som sårbar. Inga underarter finns listade i Catalogue of Life.